# Jüdischer Friedhof (Dolní Bolíkov)

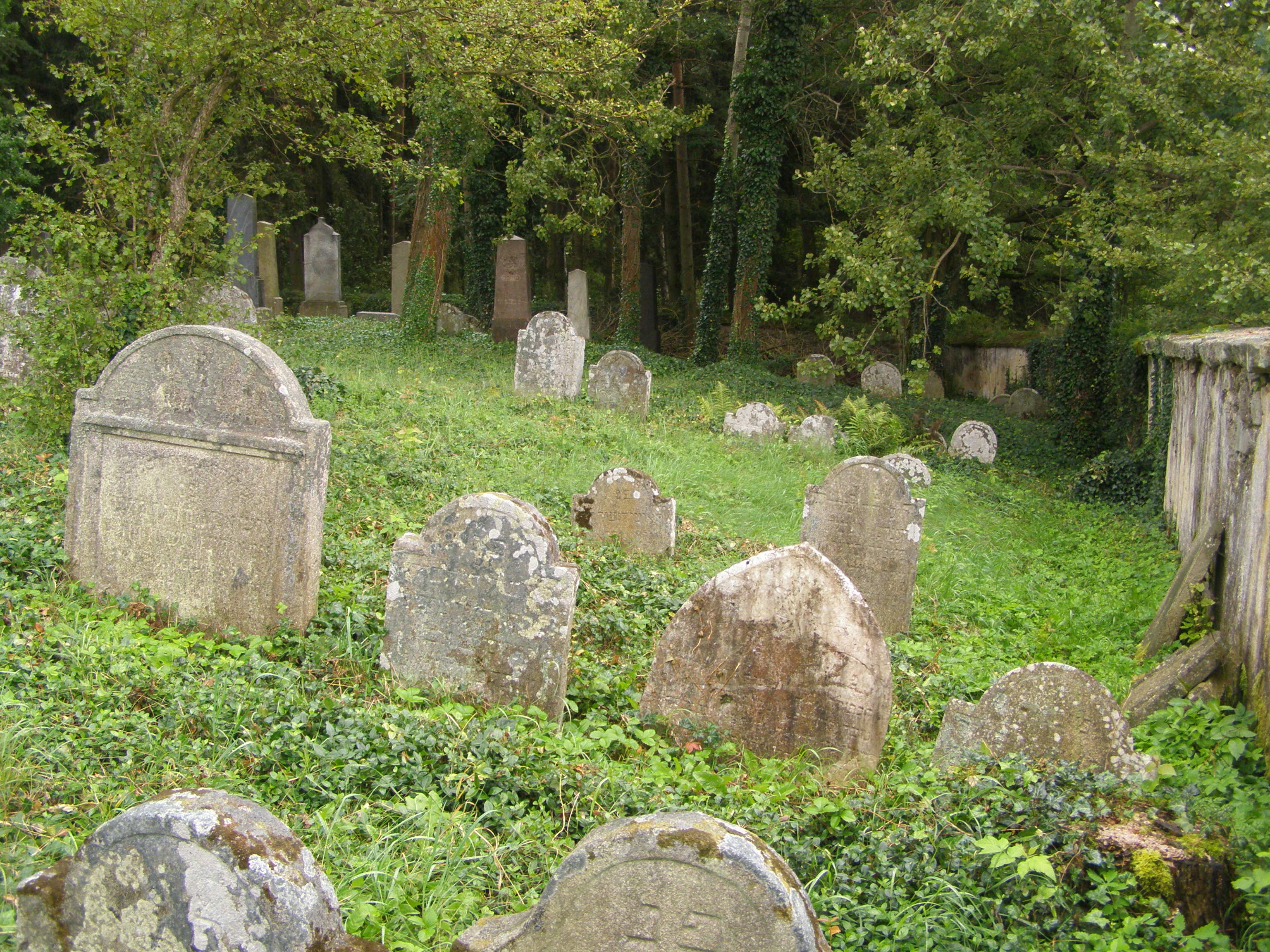
Jüdischer Friedhof in Dolní Bolíkov

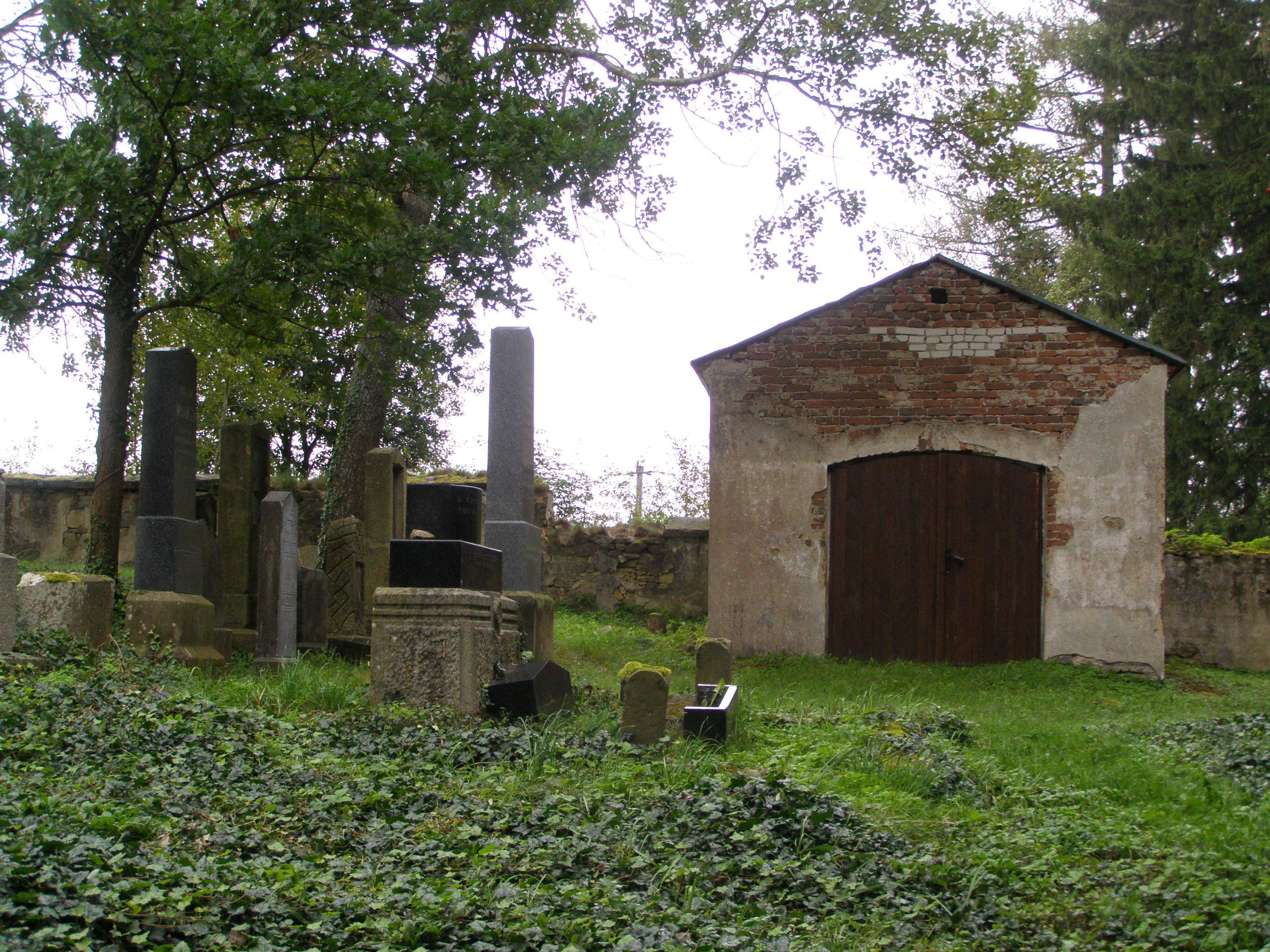
Taharahaus

Der Jüdische Friedhof in Dolní Bolíkov (deutsch Wölking),  einem Ortsteil der tschechischen Gemeinde Cizkrajov im Okres Jindřichův Hradec der Südböhmischen Region, wurde im späten 18. Jahrhundert angelegt. Der jüdische Friedhof befindet sich einige hundert Meter südwestlich des Dorfes.
Auf dem Friedhof befinden sich heute noch circa 120 Grabsteine. Das Taharahaus ist erhalten.